# Detlev Sternberg-Lieben
Detlev Sternberg-Lieben (* 9. Dezember 1950 in Berlin-Steglitz als Detlev Lieben) ist ein deutscher Rechtswissenschaftler und Hochschullehrer an der Technischen Universität Dresden.

## Leben
Sternberg-Lieben studierte nach dem Abitur am Rheingau-Gymnasium ab dem Sommersemester 1970 Rechtswissenschaften an der Freien Universität Berlin, wo er 1975 auch sein Erstes Juristisches Staatsexamen ablegte. Nach dem anschließenden Referendariat und dem Zweiten Staatsexamen 1978 arbeitete er ab 1979 als wissenschaftlicher Mitarbeiter am Fachbereich Rechtswissenschaften der Freien Universität Berlin. 1984 wurde er dort mit einer von Ulrich Weber betreuten urheberstrafrechtlichen Arbeit zum Dr. iur. promoviert. Ab 1985 war er in verschiedenen Positionen am Berliner Justizministerium, unter anderem als Referatsleiter der Abteilung für Strafrechtsgesetzgebung, tätig. Ab 1991 war er Richter im Hochschuldienst an der Universität Tübingen. Dort habilitierte er sich 1995 und erhielt die Venia legendi für die Fächer Strafrecht und Strafverfahrensrecht.
Es folgten Lehrstuhlvertretungen an den Universitäten Bonn, Jena, der Humboldt-Universität Berlin und der Universität Dresden. Seit dem Wintersemester 1997/98 hat er den Lehrstuhl für Straf- und Strafprozessrecht an der Juristischen Fakultät der Technischen Universität Dresden inne.

## Werk
Sternberg-Liebens Forschungsschwerpunkte liegen vor allem in der Strafrechtsdogmatik, dem Arztstrafrecht sowie den verfassungsrechtlichen Bezügen des Straf- und Strafverfahrensrechts. Darüber hinaus erlangte er in Fachkreisen Bekanntheit durch seine umfassenden Kommentierungen im Fachkommentar zum StGB Schönke/Schröder sowie im Fachkommentar zum UrhG Möhring/Nicolini.
- Musikdiebstahl - Der strafrechtliche Schutz der Leistung des Tonträgerherstellers. Deubner, Köln 1985, ISBN 978-3-88606-078-8 (Dissertation).
- Die objektiven Schranken der Einwilligung im Strafrecht. Mohr Siebeck, Tübingen 1997, ISBN 978-3-16-146733-2 (Habilitationsschrift).